# 奥山民枝
奥山 民枝（おくやま たみえ、1946年 - ）は、日本の画家、芸術家である。
大学卒業後、独学で油絵や日本画などの絵画制作を始めた。
20代から欧州、北南米、インドネシアなど世界各地を旅した。初期作品から一貫して自然のなかに潜む生命力やエロティシズムに着目し、山、雲、太陽などのモティーフを描き続けている。
1992年、「山夢」で第35回安井賞を受賞した。

## 経歴
戦時疎開先の新潟県高田市寺町（現・上越市寺町）で生まれ、その後東京に転居した。
1965年、東京芸術大学美術学部工芸デザイン科に入学。在学中の1966年、現代演劇協会ホール「令嬢ジュリー」舞台壁画制作、草月会館「ジョン・シルバー」舞台装置制作を手掛けた。また1967年には日生劇場「桜の園」舞台壁画制作を担当した。
1969年、東京芸術大学美術学部を卒業後、王立サン・フェルナンド美術アカデミー名誉留学生としてスペインへ渡った。ヨーロッパ各国の美術館・美術大学・寺院などを訪ね、ユーラシア大陸横断旅行を経て1972年に帰国した。
1974年、北米横断旅行。
1978年、シロタ画廊で初個展を開催した。またこの年、作品がドラマー村上寛のアルバム『Dancing Sphinx』のジャケットに使用された。
1978年にはインドネシア諸島、1979年にはイースター島、ガラパゴス諸島を含む南米大陸一周など世界各国を旅した。
1979年、鈴木宏昌らによるザ・プレイヤーズのアルバム『GALAXY』のジャケットを担当した。
1987年、朝日新聞朝刊に連載された干刈あがたの小説「黄色い髪」挿画を担当した。
1992年「山夢」で第35回安井賞を受賞した。
2005年、広島・尾道大学（現・尾道市立大学）教授に就任。2012年に退官となった。
2010年、第31回広島文化賞受賞。